# Wasserstraßen- und Schifffahrtsamt Ostsee
Wasserstraßen- und Schifffahrtsamt Ostsee (WSA Ostsee) är ett vattenvägs- och sjöfartsmyndighet i Tyskland. Det är en del av “Generaldirektion Wasserstraßen und Schifffahrt“ (generaldirektoratet för vattenvägar och sjöfart).

Vattenvägs- och sjöfartskontoret bildades den 13 oktober 2020 genom en sammanslagning av de tidigare vattenvägs- och sjöfartsmyndighetenen Wasserstraßen- und Schifffahrtsamt Lübeck och Wasserstraßen- und Schifffahrtsamt Stralsund . Kontoret har kontor i Lübeck och Stralsund.

## Ansvarsområde
Kontoret ansvarar för den tyska delen av Östersjön från den danska gränsen vid Flensburg till polska gränsen samt angränsande vatten, inklusive Trave från Lübeck, Unterwarnow, Boddenvattnen, Peenestrom och Kleines Haff samt Warnow från järnvägsbron Stralsund-Rostock, Ryck från Steinbeckbron i Greifswald till dess mynning i Östersjön, Uecker från vägbron i Ueckermünde till dess mynning i Stettiner Haff och Peene från Malchins stadsgräns till dess mynning i Peenestrom.
Multifunktionsfartygen Scharhörn och Arkona är underordnade kontoret för Östersjöns vattenvägar och sjöfart.

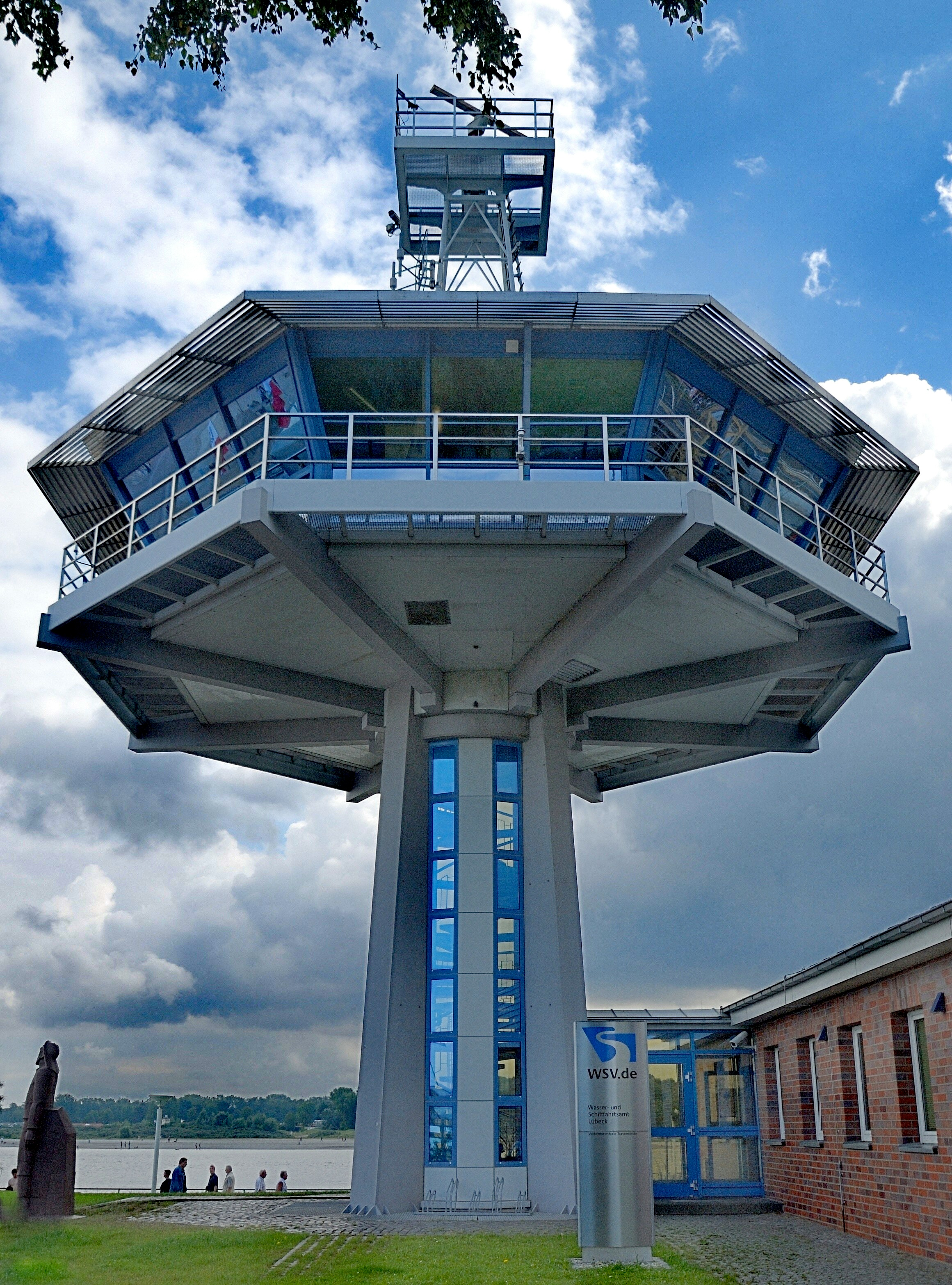
Trafikcentral Travemünde

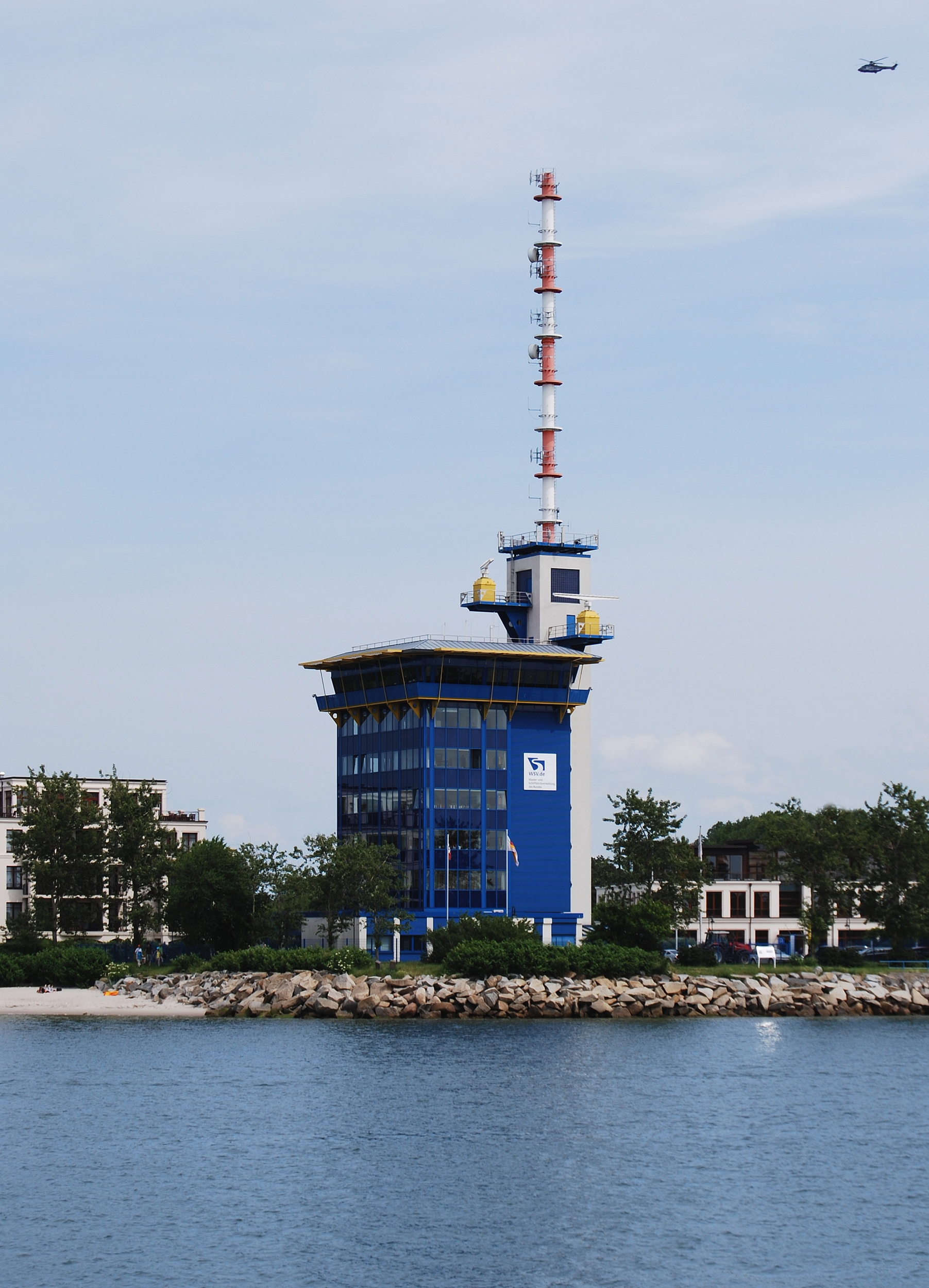
Trafikcentral Warnemünde

Byrån för vattenvägar och sjöfart i Östersjön har bland annat följande uppgifter
- Underhåll och utveckling av de federala vattenvägarna i kontorets område
- Underhåll och drift av flytande och fasta navigationsskyltar inom kontorets område
- Organisation och säkerhet för sjötrafiken
- Övertagande av flodpolis- och fartygspolis-uppgifter
- Drift av trafikcentraler i Travemünde och Warnemünde
- Underhåll av marinbaserna i Eckernförde, Kiel, Neustadt och Warnemünde
- Drift och underhåll av lyftbron i Lübeck över floden Trave

## Anläggningar
WSA Ostsee har anläggningar i Lübeck och Stralsund.
Anläggningen i Lübeck underhåller
- Utkantsområde i Kiel
  - Kappeln bas
- Det perifera distriktet Wismar
- Lübecks underdistrikt
  - Bas Heiligenhafen
- Byggnadsvarv Lübeck

Stralsund upprätthåller följande
- Stralsunds ytterdistrikt
  - Bas Warnemünde
  - Bas Karlshagen
- Stralsunds byggvarv

## Trafikcentraler
Östersjöns vattenvägs- och sjöfartskontor driver två trafikcentraler (VTS-centraler) för att övervaka och kontrollera sjötrafiken i den tyska delen av sydvästra Östersjön dygnet runt:
- Verkehrszentrale Travemünde i Lübeck-Travemünde, som ansvarar för den västra delen av det officiella området utanför Schleswig-Holsteins och västra Mecklenburgs kust fram till Buk nära Kühlungsborn. Övervakningsområdet är indelat i fem sektorer: "Kiel Bight Traffic", "Kiel Traffic", "Fehmarn Belt Traffic", "Trave Traffic" och "Wismar Traffic".
- Verkehrszentrale Warnemünde i Rostock-Warnemünde, ansvarar för den östra delen av det officiella området utanför Mecklenburg-Vorpommerns kust. Det område i Östersjön som övervakas av Warnemünde Traffic Centre är indelat i områdena "Kadetrenden Traffic", "Warnemünde Traffic", "Stralsund Traffic", "Sassnitz Traffic" och "Wolgast Traffic".